# BMD-2
BMD-2 – radziecki bojowy wóz piechoty, przeznaczony dla wojsk powietrznodesantowych.

## Historia
W 1979 roku wprowadzono do Afganistanu wojska radzieckie. Armia Radziecka eksploatowała w tym okresie dwa typy bojowych wozów piechoty: BMP-1 i BMD-1. Główne uzbrojenia wozów BMP-1 i BMD-1, armata 73 mm 2A28 Grom okazała się uzbrojeniem o niewielkim zasięgu skutecznym. Dodatkowo niski kąt podniesienia armaty 2A28 uniemożliwiał zwalczanie celów wysoko położonych (np. na zboczach gór, w oknach).
W 1981 roku w Afganistanie znalazły się jednostki wyposażone w bojowe wozy piechoty BMP-2. Jego główne uzbrojenie 30 mm Działko 2A42 okazało się znacznie skuteczniejsze od armaty 2A28. Dlatego dowództwo radzieckich wojsk powietrznodesantowych podjęło decyzję o wprowadzeniu do uzbrojenia nowego wozu bojowego uzbrojonego w 30 mm działko.
Wstępne prace wykazały, że kadłub BMD-1 jest zbyt mały, aby zamontować na nim wieżę BMP-2. Dlatego postanowiono opracować dwa pojazdy. Rozwiązaniem doraźnym miał być wóz wykorzystujący podwozie BMD-1 i nową jednoosobową wieżę z armatą 30 mm (BMD-2), a docelowym nowy większy bojowy wóz piechoty (późniejszy BMD-3).
W 1983 roku powstała zmodernizowana wersja BMD-1. Była ona wyposażona w jednoosobową wieżę B-30 z zamocowaną armatą 30 mm i karabinem maszynowym PKT. Na wieży zamocowano wyrzutnię przeciwpancernych pocisków kierowanych 9M113 Konkurs (możliwe jest także odpalanie ppk 9M111 Fagot). Ponieważ doświadczenia wykazały, że dowódca wozu obciążony innymi obowiązkami nie jest w stanie skutecznie obsługiwać lewego, kursowego karabinu maszynowego PKT, pozostawiono tylko prawy kursowy karabin maszynowy.
Średnica nowej wieży jest identyczna, jak wieży zastosowanej w BMD-1 i BMP-1. Według niektórych źródeł planowano wykorzystać wieżę do modernizacji części BMP-1, ale ostatecznie była ona montowana tylko na BMD-2.
Produkcję BMD-2 rozpoczęto w 1985 roku. Obecnie obok starszych BMD-1 i nowych BMD-3 jest nadal używany przez armię Federacji Rosyjskiej.

## Opis
BMD-2 jest pływającym opancerzonym, gąsienicowym wozem bojowym, przystosowanym do transportu drogą lotniczą i desantowania przez zrzut.
Załogę BMD-2 tworzy dowódca, kierowca, strzelec kursowego PKT, działonowy i trzech żołnierzy desantu. Kierowca, dowódca i strzelec kursowego karabinu maszynowego zajmują miejsce w przedniej części pojazdu, działonowy w wieży, a żołnierze desantu w przedziale pomiędzy wieżą a przedziałem transportowym.
W przedniej części kadłuba znajdują się przedziały kierowania. W środkowej przedział bojowy z wieżą, a w tylnej przedział desantu i napędowy. Opancerzenie kadłuba i wieży chroni przed ostrzałem broni strzeleckiej i odłamkami pocisków artyleryjskich.
W przedziale napędowym umieszczony jest silnik i układ przeniesienia mocy. Napęd BMD-1 stanowi 6-cylindrowy, czterosuwowy, wysokoprężny, chłodzony cieczą silnik 5D20. Jest on zbudowany w układzie V i ma pojemność 15 900 cm³. Moc przy 2600 obr./min wynosi 240 KM. Moc z silnika jest przenoszona na koła napędowe przy pomocy sterowanego mechanicznie i hydraulicznie mechanicznego układu przeniesienia mocy. Mechanizm przenoszenia mocy umożliwia ruch wozu do tyłu, hamowanie oraz skręcanie.
BMD-2 posiada zawieszenie niezależne hydropneumatyczne. Każde z 10 kół jezdnych jest połączone za pomocą wahacza z amortyzatorem hydropneumatycznym. Dzięki zastosowaniu zawieszenia hydropneumatycznego prześwit może być zmieniany w zakresie 100 – 450 mm. Napęd z silnika jest przekazywany na znajdujące się w tylnej części pojazdu koła napędowe. Z przodu pojazdu znajdują się koła napinające. Pojazd posiada dwie gąsienice o szerokości 250 mm, długość oporowa każdej gąsienicy wynosi 2800 mm.
Napęd w wodzie zapewniają dwa pędniki wodne.
W przedziale kierowania stanowiska mają kierowca, dowódca i strzelec kursowego PKT. Kierowca obserwuje teren przed wozem za pomocą trzech peryskopów. Środkowy peryskop może być zamieniony na peryskop podnoszony zapewniający obserwację przy podniesionym falochronie, lub peryskop nocny.
Dowódca siedzi po lewej stronie kierowcy i obserwuje teren przed pojazdem przy pomocy peryskopu obrotowego. Do zadań dowódcy należy obsługa radiostacji R-123M i żyrokompasu Gpk-S9.
Po prawej stronie kierowcy stanowisko ma strzelec drugiego kursowego karabinu maszynowego.
W środkowej części pojazdu znajduje się przedział bojowy z wieżą obrotową B-30. W wieży znajduje się zasadnicze uzbrojenie wozu: 30 mm działko 2A42 i sprzężony z nim karabin maszynowy PKT. Na wieży zamocowana jest wyrzutnia ppk 9M113 Konkurs. Uzbrojenie nie jest stabilizowane.
Działko 2A42 jest bronią automatyczną o szybkostrzelności regulowanej w zakresie 200 – 500 strz./min. Możliwe jest także prowadzenie ognia pojedynczego. Stosowane są naboje odłamkowe i przeciwpancerne rdzeniowe. Dodatkowo w wozie przewożone są ppk Konkurs lub Fagot.
Do celowania służy działonowemu dzienno-nocny celownik, a obserwację poza polem widzenia celownika zapewniają peryskopy.
Pomiędzy wieżą a przedziałem napędowym znajduje się mały przedział desantowy. Zajmują w nim miejsce trzej żołnierze desantu.
BMD-2 jest przystosowany do transportu drogą powietrzną (samolotami An-12, An-22, Ił-76, An-124 i śmigłowcami Mi-6, Mi-26). BMD może być zrzucany na spadochronie (załoga desantuje się osobno). Zrzut może być wykonywany z małej wysokości przy pomocy specjalnego spadochronu wyciągającego platformę z BMD z samolotu, albo z dużej wysokości na platformie desantowej PRSm-915 wyposażonej w system spadochronów (prędkość opadania 15–20 m/s), oraz system silników rakietowych zmniejszających końcową prędkość opadania do 6–7 m/s. Po wylądowaniu załogi wozów odszukują pojazd wykorzystując kodowany sygnał nadawany przez pojazd (inny dla każdego wozu).